# Ida Landelius
Ida Walborg Landelius Armfelt, född 13 juli 1843 i Örebro, död 28 mars 1925 i Hedvig Eleonora församling, Stockholm, var en svensk operasångare (sopran). 

## Biografi
Ida Landelius blev elev vid Kungliga Operan 1861 och var engagerad där 1863–1866. Bland hennes roller kan nämnas Orestes i Sköna Helena, Diana i Kronjuvelerna, Barbarina i Figaros bröllop, Puck i Oberon och Sveriges skyddshelgon i Gustaf Vasa.
Ida Landelius var dotter till skräddaremästaren Carl Landelius och Sara Gustafva Grönstedt. Hon gifte sig 1866 med friherre Magnus Armfelt.

## Teater

### Roller
| År   | Roll    | Produktion                                                       | Regi | Teater          |
| 1865 | Orestes | Sköna Helena Jacques Offenbach, Henri Meilhac och Ludovic Halévy |      | Kungliga Operan |